# Ría de Becedo

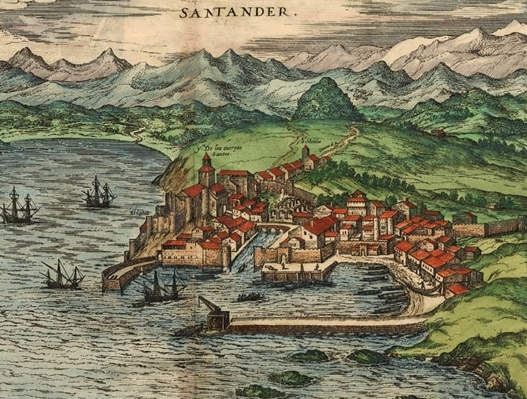
Santander en la segunda mitad del siglo XVI por Hoefnagel. Se aprecia la Ría de becedo desembocando en la bahía.

La ría de Becedo fue una antigua ría de Santander (Cantabria, España) en la que desembocaban las aguas procedentes del arroyo de la Mies del Valle, el cual discurría por la vaguada que formaba la actual Alameda de Oviedo.
Ubicada antaño en las actuales calles santanderinas de Jesús de Monasterio y Calvo Sotelo, la ría de Becedo se extinguió debido al desarrollo urbanístico de la ciudad hacia el oeste (calles San Fernando y Vargas, entre otras), y los procesos de expansión de la superficie terrestre de la ciudad hacia la bahía.

## Historia
En los alrededores de la ría de Becedo se situó el puerto que más tarde daría lugar a la ciudad de Santander: el Portus Victoriae Iuliobrigensium. Sobre la ría de Becedo se construyó un puente, inicialmente de madera, con el fin de unir la Puebla Vieja del cerro de Somorrostro, con la Puebla Nueva. La fecha exacta en la que la ría se extinguió es desconocida, pero probablemente fue a finales del siglo XVIII.
Todavía a principios del siglo XX, antes del año 1936, a pesar de que la ría se había convertido en tierra ganada al mar, quedaban pruebas evidentes de su existencia, pues sobre ella continuaba construida el histórico puente de Atarazanas o de Vargas, el cual unía el antiguo ayuntamiento con la actual catedral, situada en el cerro de Somorrostro, que fue destruido por el alcalde republicano Ernesto del Castillo.

## Becedo en la literatura
El poeta santanderino Gerardo Diego, en su libro Serie de la investidura (Santander 1980-1982), evoca así la pérdida ría: 

"La casa de Fanjul, Amós, Don Marcelino.

Y Don Quintín: A cotejar, cotejar, Gerardo.
Y la fuente, la fontana y el mítico salto circense,
¿pasiego? No: romano. Y sin romperse un hueso

    ni mojarse un tobillo."
Gerardo Diego, en su antología Cometa errante; Plaza y Janés, Barcelona, 1985; pág.176.

- Datos: Q6114690